# Warwa (Ukraina)
Warwa – osiedle typu miejskiego na Ukrainie, w obwodzie czernihowskim, siedziba władz rejonu warwińskiego.

## Historia
Pierwsza wzmianka pochodzi z 1079. Prywatne miasto szlacheckie położone było w powiecie kijowskim województwa kijowskiego było własnością dzieloną Adama Kisiela i Jeremiego Wiśniowieckiego w latach 30 i 40. XVII wieku.
W 1989 liczyło 8927 mieszkańców.
W 2013 liczyło 8333 mieszkańców.